# Logitech G27
Le Logitech G27 est un volant électronique destiné aux jeux vidéo de conduite. Il est compatible PC, PlayStation 2 et PlayStation 3. Il est commercialisé à partir de 2009.  
Il utilise une connecte USB, comme son prédécesseur le G25. Il possède des nouvelles fonctionnalités, notamment un nouveau système de retour de force.
En décembre 2015, le Logitech G27 n'est plus commercialisé par Logitech. Il est remplacé par les G29 et G920. 

## Caractéristiques
Il dispose de :
- Volant :
  - 270 mm, volant gainé de cuir[2].
  - Angle de rotation jusqu'à 900 degrés[3],[4].
  - Deux moteurs pour le retour de force qui produit moins de bruit que le G25, et offre une meilleure réponse de la direction.
  - 2 palettes.
  - 6 boutons.
- Commandes en métal :
  - Accélérateur.
  - Frein.
  - Embrayage.
  - Un socle qui maintient les différentes pédales.
- Levier de vitesse : 
  - 8 boutons.
  - 1 croix directionnelle.
  - Un levier de vitesse avec 6 rapports. C'est une boite en " H ". La marche arrière s'enclenche en appuyant sur le bouton du bas et en se mettant en 6 ème.
  - Contrairement au Logitech G25, le levier de vitesse ne comporte pas de sélecteur pour passer en séquentiel avec les palettes au volant. Il ne possède qu'un mode six vitesses. Le passage de vitesses a été amélioré pour réduire le niveau sonore.

## Compatibilité
- PlayStation 3
- PlayStation 2
- PC